# 国府の市

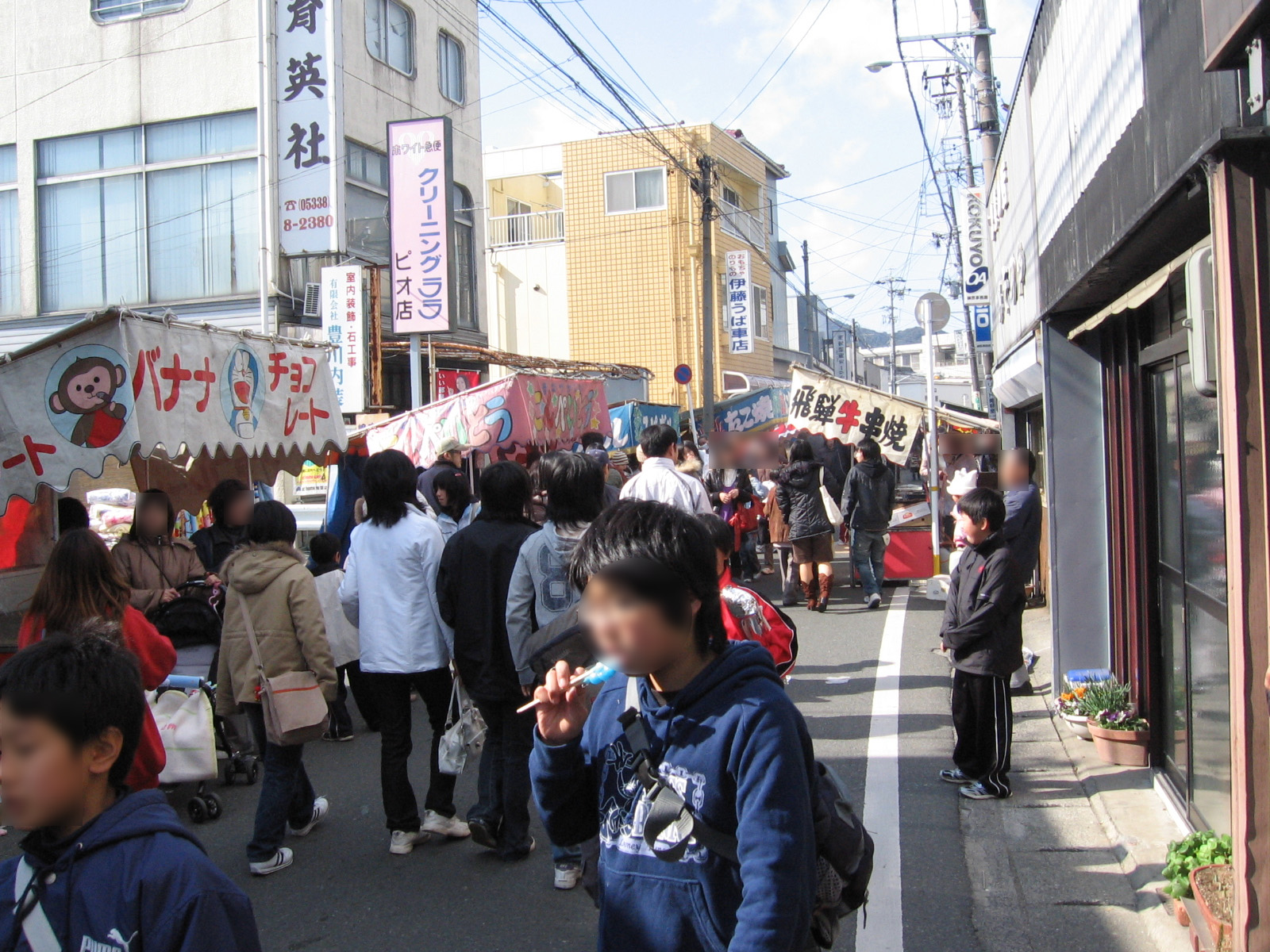
国府の市当日の国府商店街

国府の市（こうのいち）は、愛知県豊川市国府町にある国府商店街で毎年2月11日（建国記念の日）に開かれる市である。なお、案内ポスターなどでは「国府の市」と表記されているが、実際には国府市（こういち）と呼ばれることのほうが多く、豊川市ホームページにおいても表記が揺らいでいる。

## 概要
名鉄名古屋本線・豊川線の国府駅近くの旧東海道やその周辺にある国府商店街で開かれる市。元々は貞享2年（1685年）に赤坂陣屋の代官であった国領半兵衛が家臣に命じて開かせた、4日、9日の六斎市が、後に歳の市となって現在に至る。
陶器市や植木市が有名である。また、露店が多数出て、普段は静かな国府商店街もこの日は大変賑わう。
名物は厄除け餅で、この餅を食べることにより夏病みの難を逃れるという言い伝えがある。また、夏負けをしないという言い伝えもある。
なお、国府の市が開かれるときは、商店街のある旧東海道は車輌進入禁止、つまり歩行者天国の状態になる。

## アクセス
名鉄名古屋本線・豊川線の国府駅から徒歩約5分